# Alois Hauk
Alois Hauk (25. března 1906 Šternberk – 4. března 1992 Ried, Německo) byl český římskokatolický kněz německé národnosti, poslední německý farář v Horním Městě a papežský kaplan.

## Život
Pocházel z národnostně smíšeného manželství, jeho otec byl Němec a matka Češka. Vystudoval gymnázium ve Šternberku a Cyrilometodějskou bohosloveckou fakultu v Olomouci, kde 5. července 1931 přijal kněžské svěcení. Poté působil jako farní vikář nejprve v Křenově[nepřesný odkaz] a od roku 1934 v Šumperku. V říjnu 1938 byl ustanoven administrátorem farnosti Horní Město, kam se odstěhoval i s oběma svými rodiči, a roku 1939 se stal tamním farářem. Přes nepříznivou hospodářskou situaci se mu v roce 1942 podařilo zajistit vybudování teplovzdušného topení v hornoměstském kostele sv. Máří Magdaleny, který předtím nebyl vytápěn. Od roku 1943 byl také místoděkanem rýmařovského děkanství. Dne 6. června 1945 zemřel přímo na faře v Horním Městě jeho otec, který byl pohřben na tamním hřbitově.
V únoru 1946 odjel spolu se svou matkou a odsunutými hornoměstskými Němci do Německa. Ačkoliv je vlak měl odvézt do Bavorska, nakonec skončil v Hesensku, kde Alois Hauk působil jako duchovní fuldské diecéze, a to nejprve ve vesnici Mottgers a od roku 1963 v Amöneburgu. Kromě toho se staral o své vysídlené krajany a vystupoval také jako jejich mluvčí. Od roku 1960 každoročně jezdil do svého rodiště, kde měl příbuzné, a při této příležitosti navštěvoval i Horní Město. V roce 1976 odešel na odpočinek a odstěhoval se do Riedu u Fuldy, kde strávil zbytek života. Dne 21. března 1981 jej papež Jan Pavel II. jmenoval kaplanem Jeho Svatosti. Naposledy Alois Hauk navštívil Šternberk v červenci 1991 v rámci oslav šedesátého výročí svého kněžství.